# 乔·鲁特肯豪斯
乔·鲁特肯豪斯（英語：Joe Lutkenhaus，1947年4月24日—），美国微生物学家、分子遗传学家和堪萨斯医学中心大学的免疫学家。鲁特肯豪斯生于艾奥瓦州迪科拉，1969年获得艾奥瓦州立大学学士学位，1974年获加州大学洛杉矶分校生物化学和有机化学博士学位。作为博士后研究员，他曾于1975年至1978年在爱丁堡大学、1979年至1980年在康涅狄格大学健康科学中心做研究。1981年成为堪萨斯医学院大学教师。2006年成为微生物学特聘教授。2012年获霍维茨奖。
鲁特肯豪斯以大肠杆菌作为模式生物做细菌细胞分裂遗传学研究，并发现该ftsZ基因是细胞分裂的一个核心要素。鲁特肯豪斯表明ftsZ限制了细胞分裂频率和细胞分裂的不同目标分子抑制剂的效用。这导致了细菌内细胞骨架蛋白的发现，而以前认为只有真核生物才有细胞骨架。